# كلالة تشين
كلالة تشين هي قرية في مقاطعة ساوجبلاغ، إيران. عدد سكان هذه القرية هو 64 في سنة 2006.